# Miconia mollicula
Miconia mollicula är en tvåhjärtbladig växtart som beskrevs av José Jéronimo Triana. Miconia mollicula ingår i släktet Miconia och familjen Melastomataceae. Inga underarter finns listade i Catalogue of Life.